# USS Howard (DDG-83)
L'USS Howard (DDG-83) est un destroyer de la classe Arleigh Burke en service dans l'US Navy.
Nommé en l'honneur de Jimmie E. Howard (en), sa quille est posée le 9 décembre 1998 au chantier naval Bath Iron Works à Bath, dans le Maine. 33e navires de sa classe, il est lancé le 20 novembre 1999 et mis en service le 20 octobre 2001.

## Historique
Le 16 février 2007, le Howard reçoit la décoration Battle Effectiveness Award (en) 2006.
Le 28 septembre 2008, le Howard entame la poursuite du navire ukrainien MV Faina (en), capturé trois jours plus tôt par des pirates somaliens alors qu'il était en route vers le Kenya. Le Faina transporte alors 33 chars T-72 de construction russe ainsi que des munitions et des pièces de rechange. Le cargo est finalement libéré par les pirates le 5 février 2009.
En 2008, le Howard reçoit la décoration « Arleigh Burke Fleet Trophy 2008 » et fournit une aide humanitaire aux Philippines.
Le 26 novembre 2021, il fait escale à Wellington, en Nouvelle-Zélande. C'est la première fois qu'un navire de guerre de la marine américaine fait escale en Nouvelle-Zélande depuis 2016.
Le 10 août 2023, le Howard connait un léger échouage au large de Bali, en Indonésie. Le commandant du Howard sera destitué le 19 août 2023 par le vice-amiral Karl Thomas, commandant de la 7e flotte américaine, en raison d'une « perte de confiance dans sa capacité à commander », à la suite de cet incident.
Le 6 février 2024, la marine annonce la suspension de fonction du commandant Cameron Dennis en raison une nouvelle fois d'une « perte de confiance dans sa capacité à commander ». Des articles de presse indiquent que sa destitution est due à des propos non professionnels qu'il avait tenus.